# Gabriel Bonnot de Mably
Gabriel Bonnot de Mably, eventualmente conhecido como Abbé de Mably (Grenoble, 14 de Março de 1709 – Paris, 2 de Abril de 1785) foi um historiador e escritor francês, que por um curto período serviu no corpo diplomático. Ele era um escritor popular do século XVIII.

## Biografia

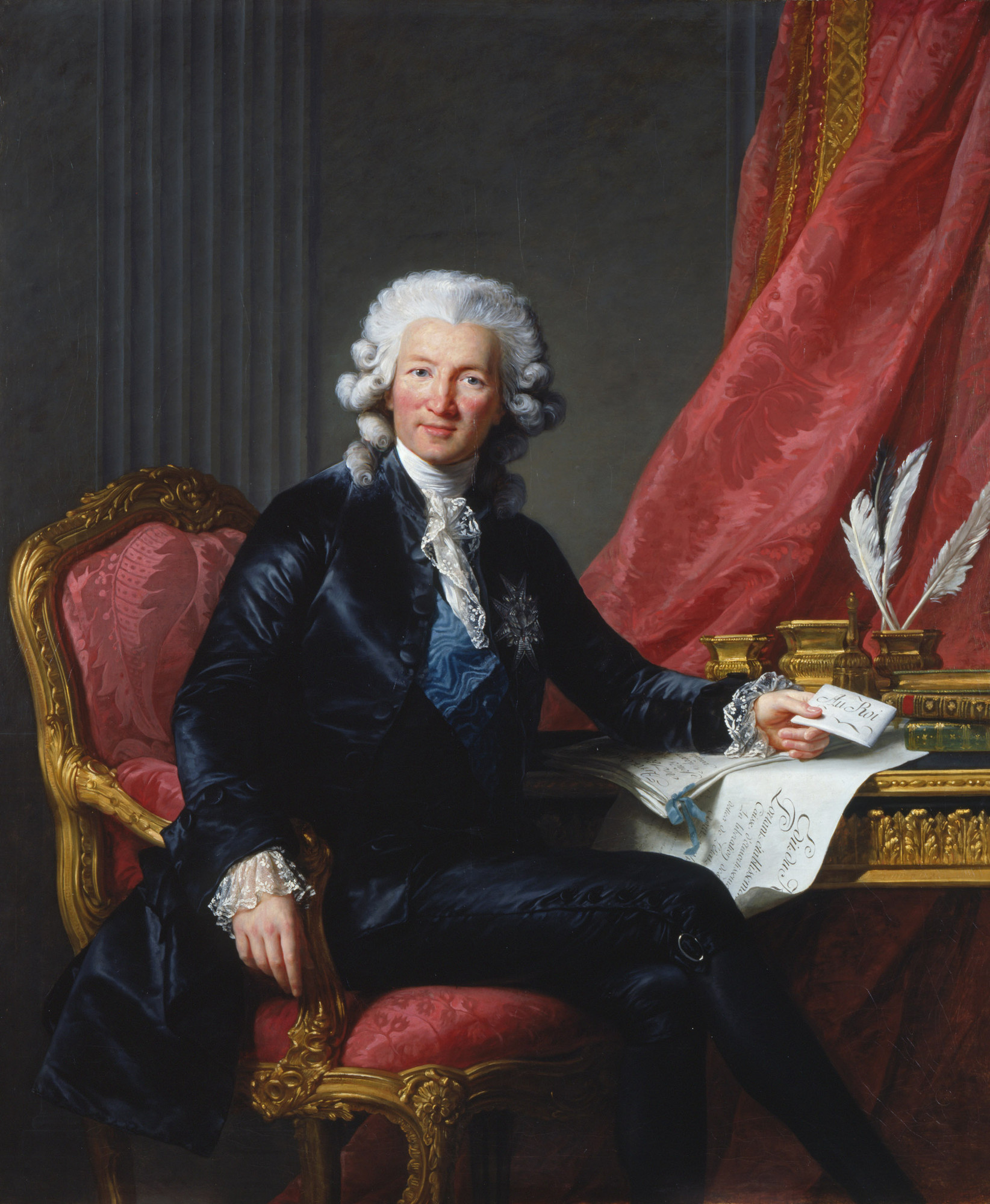
Um oficial vestido de Noblesse de robe; Gabriel Bonnet veio dessa turma

Gabriel Bonnot nasceu em Mably, Loire em uma família que pertencia ao Noblesse de robe ou Nobles of the Robe. Essa classe formava o Segundo Estado, cuja classificação derivava de ocupar cargos judiciais ou administrativos e eram frequentemente profissionais trabalhadores, ao contrário dos aristocráticos Noblesse d'épée ou Nobles of the Sword. Ele e seu irmão mais velho Jean adicionaram "de Mably" aos seus nomes; seu irmão mais novo Étienne usou outra propriedade da família, em Condillac, Drôme. Como 'Condillac', ele também se tornou um notável escritor e filósofo.
Gabriel e seus irmãos foram educados em uma instituição dirigida pela Companhia de Jesus ou Jesuítas; matriculou-se no seminário de Saint-Sulpice. Em 1742, tornou-se confidente do Cardeal Pierre Guérin de Tencin, então Ministro de Estado sem Pasta, para quem desempenhou vários papéis diplomáticos durante a Guerra da Sucessão Austríaca de 1740 a 1748. Eles incluíram a negociação de uma aliança com a Prússia em 1743 e a preparação dos termos para o Congresso de Breda de 1746, que procurou chegar a um acordo de paz separado com a Grã-Bretanha. No entanto, ele se desentendeu com o cardeal Tencin e depois se concentrou em atividades acadêmicas.
Com base na recomendação de Françoise-Louise de Warens, em abril de 1740, o irmão mais velho de Mably, Jean, contratou Jean-Jacques Rousseau, de 28 anos, como tutor de seus dois filhos mais velhos. Rousseau produziu duas obras curtas dirigidas a Jean de Mably: "Memorando Apresentado a Monsieur de Mably sobre a Educação de Monsieur Seu Filho" e o mais curto "Plano para a Educação de Monsieur de Sainte-Marie". Estes esboçam um sistema proposto de educação para os filhos de Jean de Mably e também apresentam uma de suas primeiras autorreflexões e autojustificações públicas. No verão de 1741, Rousseau percebeu que não era adequado para o cargo e os dois concordaram em encerrar seu emprego, separando-se em termos amigáveis.

O historiador Leo Damrosch explica que nessa época o abade de Mably
acabava de publicar um tratado comparando as instituições de governo romanas com as francesas e celebrando o progresso da civilização ... Conversando com Mably, Condillac [e amigos que ele conheceu no clube de leitura de Lyon] Parisot, Bordes e seus amigos, Rousseau se viu em um ambiente intelectual estimulante, e os estudos que ele havia feito em Chambéry de repente ganharam vida.
Rousseau permaneceria amigo ao longo da vida de Mably e sua família. Tanto Mably quanto seu irmão Condillac visitaram Rousseau quando ele se mudou para Montmorency, Val-d'Oise. Rousseau mais tarde refletiu sobre sua experiência como tutor dos filhos de Jean de Mably em As Confissões.

## Influência

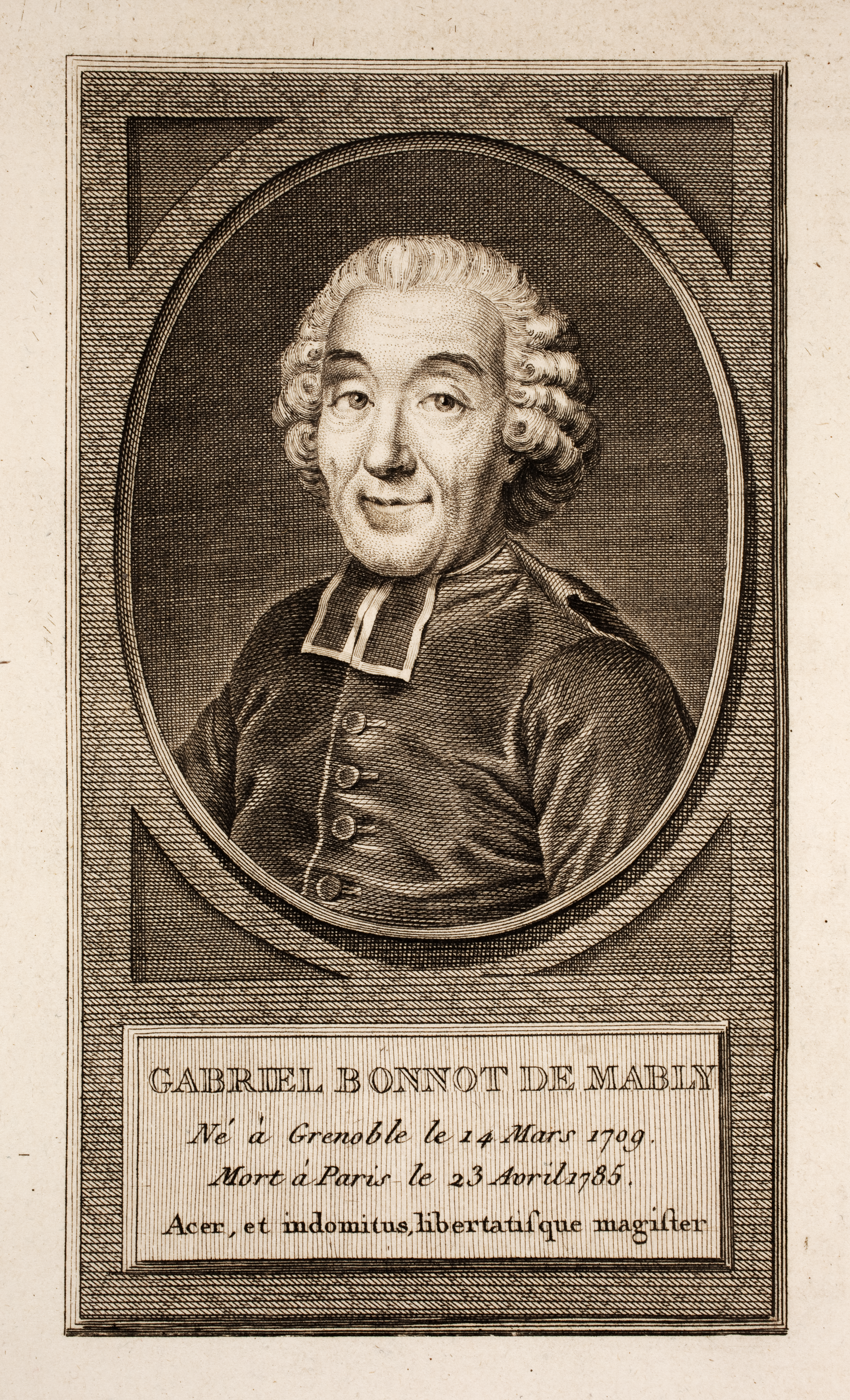
Gravura de Gabriel Bonnot de Mably

Em 1909, o anarquista Peter Kropotkin creditou a Mably várias realizações: ele é creditado por ser responsável pelo motivo pelo qual o estudo da política, constituições e representação eletiva no século XVIII era tão popular, por inspirar o movimento igualitário, comunitário e anti- ethos de desigualdade da Revolução Francesa, e por ser um dos primeiros defensores da posse comunista ou comunal da terra.

## Escritos
A obra mais conhecida de Mably é Entretiens de Phocion, um diálogo publicado pela primeira vez em 1763, que introduziu temas de seu pensamento maduro. Duas de suas obras foram publicadas postumamente e tiveram um efeito profundo nas primeiras deliberações sobre a assembleia dos Estados Gerais de 1789: uma versão ampliada de sua Histoire de France (publicada pela primeira vez em 1765), que foi publicada em maio de 1789 para grande aclamação. As autoridades tentaram, sem sucesso, suprimi-lo, confiscando muitas cópias. Em segundo lugar, Des droits et des devoirs du citoyen, escrito em 1758, também foi publicado após sua morte. Ele alertou contra os eventos que mais tarde se desenvolveram durante a Revolução Francesa.
Essas duas obras contribuíram para os conceitos posteriores de comunismo e republicanismo. Ele defendia a abolição da propriedade privada, que ele via como incompatível com simpatia e altruísmo, e condutiva apenas para os instintos antissociais ou egoístas. Os escritos de Mably contêm um paradoxo: ele elogia o elitista Platão, mas também as visões estoicas esclarecidas sobre a igualdade humana natural. Mably foi além do argumento tradicional estoico de que todos os homens possuíam uma centelha divina. Ele também foi além do conceito liberal de igualdade perante a lei e defendeu a igualdade de necessidades. Ele argumentou que a virtude era mais valorizada do que a aquisição ou posse de riqueza material e criticou a ociosidade. Ele encontrou uma audiência entre aqueles que criticavam a riqueza herdada e o privilégio da nobreza, que não trabalhava.
As obras completas de Mably foram publicadas em 15 volumes em 1794-1795, com um obituário/biografia de Gabriel Brizard.
Lista de 18 obras publicadas por Gabriel Bonnot de Mably (1709–1785)
- Parallèle des Romains et des François par rapport au governement (1740)
- Lettres à Madame la Marquise de P... sur l'Opéra (1741)
- Le droit public de l'Europe fondé sur les traités conclus jusqu'en l'année 1740 (1746)
- Observations sur les Grecs (1749)
- Observations sur les Romains (1751)
- Des principes des négociations pour servir au Droit public fondé sur les traités@ (1757)
- Entretiens de Phocion, sur l'introduction de la morale avec la politique, traduits du grec de Nicoclès, avec des remarques (1763)
- Réponse de M. Abbé de Mably à M. Abbé Rome (1764)
- Observations sur l'histoire de France, Books I – IV (1765)
- Observations sur l'histoire de la Grèce, ou Des causes de la Prospérité et des malheurs des Grecs (1766)
- Doutes proposées aux philosophes économistes sur l' Ordre naturel et essentiel des sociétés politiques (1768)
- Du commerce des grains (1775)
- De l'étude de l'histoire à Monseigneur le prince de Parme Tome XVI du cours d'études pour l'instruction du Prince de Parme, aujourd'hui S.A.R. l'Infant D. Ferdinand, duc de Parme, Plaisance, Gasuelle etc. par M. l'Abbé de Condillac (1775)
- De la législation, ou Principes des lois (1776)
- Du gouvernement et des lois de la Pologne (1771 ou 1776 ?)
- De la manière d'écrire l'histoire (1783)
- Principes de morale (1784)
- Observations sur le gouvernement et les lois des États-Unis d'Amérique (1784)}}

Publicações póstumas de obras individuais, publicadas em 1786-1794
- Observations sur l'histoire de France, nova edição precedida do elogio histórico do autor pelo Sr. Abbé Brizard (1788)
- De la situation politique en Pologne en 1776
- Le Banquet des politiques
- De l'étude de la politique
- Des maladies politiques et de leur traitement
- Des droits et des devoirs du citoyen (1789; reimpresso em 1793; escrito em 1758)
- Du commerce des grains
- De la superstition
- Notre gloire et nos rêves
- De la paix d'Allemagne
- De la mort de l'impératrice-reine
- L'oracle d'Apollon
- Des talens
- Du beau
- Du développement, des progrès et des bornes de la raison
- Le compte rendu
- La retraite de M. Necker
- Du cours et de la marche des passions dans la société

Obras completas póstumas até 1795
- Œuvres complètes de l'Abbé Mably précédées nouvelle édition précédée de l'éloge historique de l'auteur par M. l'abbé Brizard, 12 vol., edição de Londres ligeiramente incompleta (1789)
- Œuvres complètes de l'abbé Mably, 19 vol., Toulouse (Sens) & Nîmes (Gaude) ed., (1791)
- Œuvres complètes de l'abbé Mably,nova edição; revista, corrigida e aumentada, 19 vols. Toulouse (Sens) e Nîmes (Gaudeedition), (1793)
- Collection complète des œuvres de l'abbé Mably, 15 vols. Edição parisiense (Desbrières), (1794/1795) mais completa que as edições anteriores.

Traduções recentes em inglês por Simon de Vries
- Concerning the Rights & Duties of the Citizen – Comtal Publications, 2008 – ISBN 0-9557974-0-3
- Letters to Madame the Marchioness of P **** on the Opera – Comtal Publications, 2010 – ISBN 978-0-9557974-1-5